# Козубенко Михайло Якович
Михайло Якович Козубенко (31 жовтня 1910, Одеса, Одеський повіт, Херсонська губернія, Російська імперія — 15 листопада 2002, Одеса, Україна) — український кінооператор. Нагороджений орденом Жовтневої революції, медалями, знаком «Відмінник кінематографії СРСР».

## Життєпис
Народився 31 жовтня 1910 р. в Одесі в родині робітника. Закінчив операторський факультет Київського кіноінституту (1934). 
Працював оператором Одеської кіностудії (1934—1940), оператором науково-технічних фільмів у Новосибірську (1940—1949) та на Свердловській кіностудії (нині Єкатеринбург, 1948—1953). 
З 1953 р. — оператор Одеської кіностудії художніх фільмів.
Зняв науково-популярні стрічки: «Два врожаї за рік» (1953), «Стрілочні переводи» (1954), «Комбайнове збирання зернових культур» (1955), «Луки і пасовиська на Україні» (1956), «Калібровка насіння кукурудзи» (1957), «Морські шляхи України» (1958), «Турбоходи типу „Ленінський комсомол“» (1959), «Техніка безпеки палубної команди» (1960), «Моя професія» (1966), «Лісозахисні смуги» (1967, Бронзова медаль ВДНГ, Москва, 1969), «Інтенсивне садівництво» (1967, Бронзова медаль ВДНГ, Москва, 1969), «Ремонт сільськогосподарської техніки» (1968, реж.-оп.), «Монтаж холодильних установок» (1970, реж.-оп.) та ін., а також художні фільми: «Коні не винні» (1957), «Як посварилися Іван Іванович з Іваном Никифоровичем» (1959), «Їм було дев'ятнадцять» (1960, у співавт. з В. Симбірцевим) та багато навчальних кінокартин.
Член Національної спілки кінематографістів України з 1958 року.